# Intendente
O intendente é uma figura da administração pública de origem francesa. Era um agente do rei durante o Antigo Regime, investido de poderes policiais e tributários. Além da França, foi ainda utilizado na Espanha e em Portugal, assim como em suas colônias.

## Histórico
Na América Latina o cargo de intendente foi introduzido pela dinastia dos Bourbons, existindo actualmente somente na Argentina, Chile, Paraguai e Uruguai, que são responsáveis por uma determinada zona geográfica de tamanho médio.
Na Argentina, cada cidade importante possui uma intendência, portanto, cada província conta com muitas intendências. No Chile, os intendentes são os funcionários aos quais compete o governo interior das treze regiões político-administrativas em que está dividido o país. Caso similar é o do Uruguai, onde os intendentes são as autoridades encarregadas de administrar cada um dos dezenove departamentos do país. No Paraguai os intendentes são as máximas autoridades encarregadas de administrar cada um dos distritos, semelhantes aos prefeitos brasileiros.
No Brasil, a figura do intendente existiu até 1930, quando surgiu a figura do prefeito. Na Força Aérea Brasileira, recebe a designação de Intendente o oficial do Quadro de Oficiais Intendentes da Aeronáutica (QOInt), oriundo do Curso de Formação de Oficiais Intendentes (CFOInt), da Academia da Força Aérea (AFA).
Nas forças armadas policiais militares o Intendente se trata de encargo ao militar que administra os bens móveis e imóveis de cada subunidade ou unidade a fim de armazenar, controlar e maximizar o uso de materiais logísticos. 